# Amphisbaena ibijara
Espèce
Amphisbaena ibijara est une espèce d'amphisbènes de la famille des Amphisbaenidae.

## Répartition
Cette espèce est endémique du Maranhão au Brésil.

## Publication originale
- Rodrigues, Andrade & Dias Lima, 2003 : A new species of Amphisbaena (Squamata, Amphisbaenidae) from state of Maranhão, Brazil. Phyllomedusa, vol. 2, n. 1, p. 21-26 (texte intégral).